# Zengui

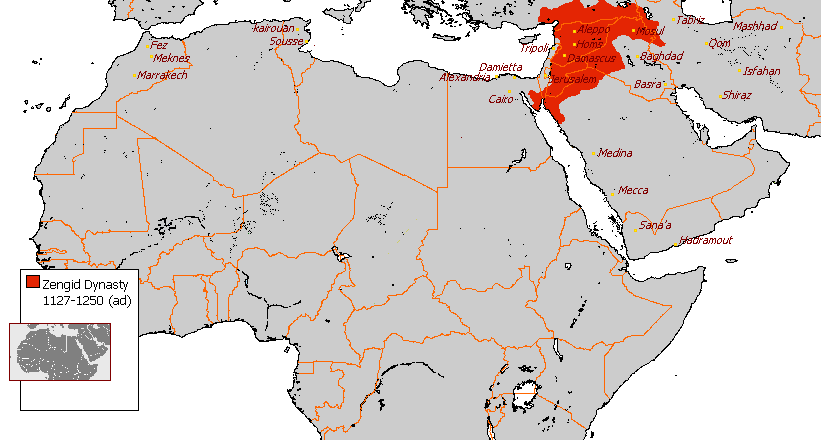
Mapa do mundo muçulmano medieval. A vermelho, os territórios do império da dinastia dos zênguidas (1127-1250), fundada por Zengui

Imadadim Atabegue Zengui (Almaleque Almançor) (em turco: İmadeddin Atabeg Zengui I; em árabe: عماد الدین زنكي; c. 1085 — 14 de setembro de 1146), mais conhecido só como Zengui ou Zangui e cognominado de o Sanguinário (Sanguinus) pelos cronistas francos das cruzadas, foi um atabegue de Moçul e Alepo ao serviço dos turcos seljúcidas, na época em conflito com os cruzados.

## Relações com Baguedade
Zengui era filho de Aque Suncur Alhájibe, governador de Alepo desde 1085, sob o sultanato de Maleque Xá I. O seu pai foi decapitado por traição em 1094, e Zengui foi educado por Querboga, governador de Moçul.
Em 1126 tornou-se governador de Baçorá e reprimiu a revolta do califa abássida Almostarxide. Poucos meses depois recebeu o governo de Moçul. A 18 de Junho de 1128 entrou em Alepo. Para garantir a sua legitimidade nesta cidade, casou-se com a filha de Raduano, governador desta cidade em 1095-1113, já então viúva de Ilgazi, o vencedor da batalha do Campo de Sangue contra o Principado de Antioquia, e de Balaque ibne Barã, também governador de Alepo em 1123-1124.
Zengui transladou os restos mortais do seu pai para a cidade e obteve de Mamude II, o jovem sultão seljúcida de Baguedade que Zengui apoiara contra o califa Almostarxide, um documento oficial que lhe conferia autoridade sobre a Síria e o norte do Iraque. Agora com Moçul e Alepo sob o seu governo pessoal, durante 18 anos percorreria estes territórios à frente de um temível exército disciplinado.
Em 1130 aliou-se a Taje Almulque Buri de Damasco contra os cruzados, mas esta união teria sido apenas pretexto para aumentar o seu poder. Em pouco tempo aprisionou o filho de Buri e conquistou-lhe a cidade de Hama, depois cercou Homs mas não conseguiu concluir esta conquista. Ao voltar a Moçul, recebeu um resgate de 50 000 dinares pelos seus prisioneiros damascenos.
No ano seguinte Zengui concordou em devolver o dinheiro a Buri para resgatar o emir de Hila (no Iraque), que fugira de Damasco para escapar a Almostarxide. Quando um embaixador do califa veio para capturá-lo, Zengui atacou-o, matou parte da sua escolta e o embaixador voltou a Baguedade sem o emir.
O sultão Mamude II morreu em 1132 e Zengui aproveitou para marchar sobre Baguedade, mas foi travado perto de Ticrite, a norte da capital, pelas forças do califa Almostarxide, que tentava tomar a tutela dos seljúcidas. Zengui evitou por pouco a prisão, graças ao governador de Ticrite, um jovem oficial curdo que o ajudou a atravessar o rio Tigre e a voltar apressadamente para Moçul.
Em Junho de 1133, Almostarxide avançou sobre Moçul, decidido a pôr fim ao poder de Zengui. Guiatadim Maçude, o novo sultão seljúcida, teve um papel dúbio: por um lado sugeriu até a reunião da Síria e do Iraque sob a sua própria autoridade, e ao mesmo tempo ajudou secretamente Zengui, que resistiu durante três meses ao cerco do califa, até este acabar por se retirar.

## Damascenos e cristãos

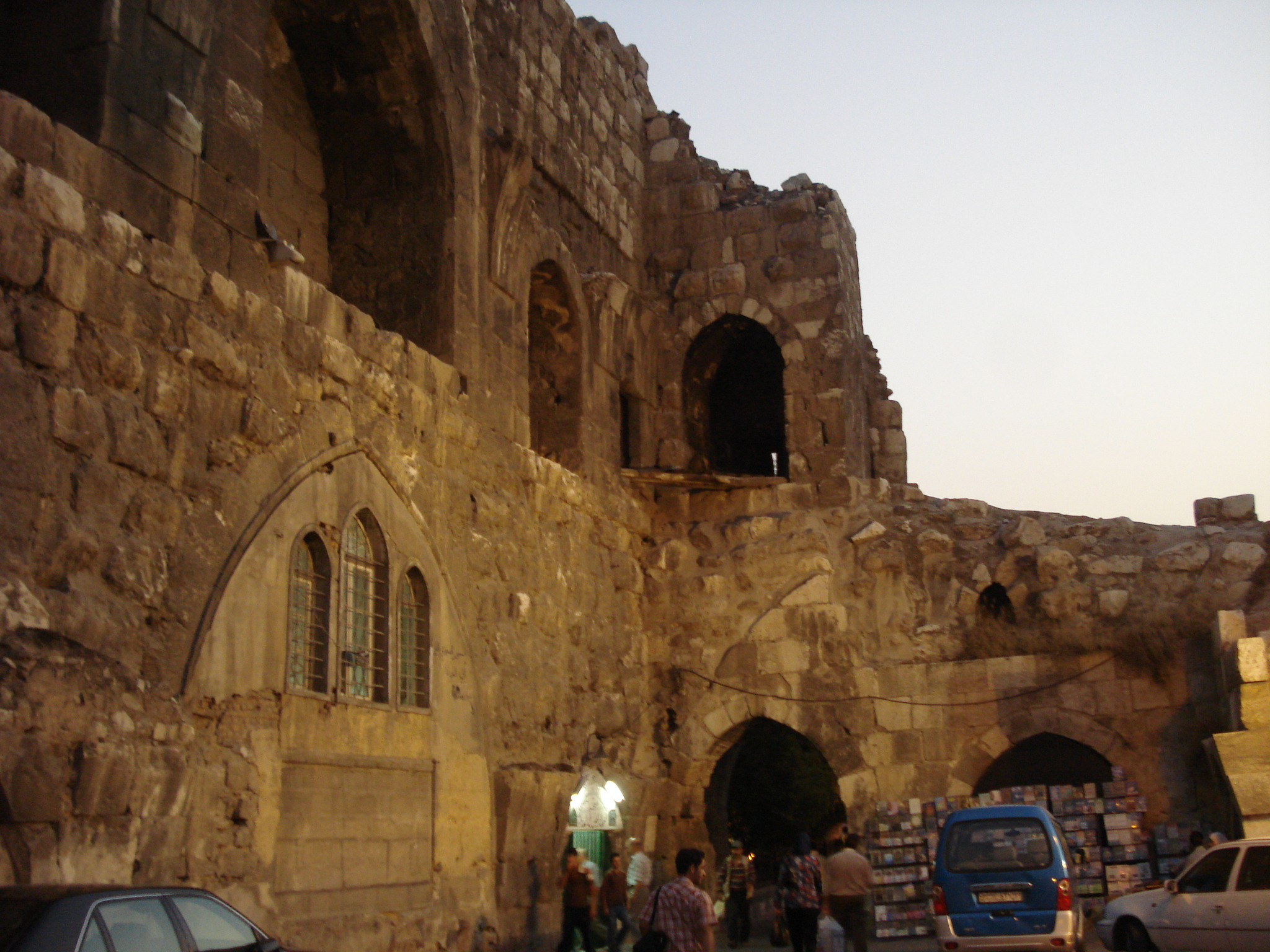
Cidadela de Damasco, capital da Síria, na actualidade

No ano seguinte, interessado na posse de Damasco, Zengui aliou-se ao emir Timurtaxe (filho de Ilgazi). Em 1135 recebeu um pedido de ajuda de Ismail, filho de Buri, caído em desgraça e acusado de tirania pelo seu próprio povo, que lhe oferecia essa cidade se repusesse a paz. Mas o resto da família e conselheiros não aceitou esta política e Ismail foi assassinado pela sua própria mãe, sendo sucedido pelo seu irmão.
Ainda assim Zengui tentou a conquista, mas sem sucesso, acabando por acordar uma paz pela qual essa cidade aceitou a sua suserania, mas puramente nominal. No caminho de volta a Alepo ainda cercou Homs e mais uma vez acabou por desistir, mas foi bem sucedido a tomar quatro praças dos francos junto ao rio Orontes.
Em 1137 voltou a cercar Homs. Em resposta, os damascenos que controlavam esta cidade pediram ajuda aos cruzados do Reino Latino de Jerusalém, afirmando que não podiam resistir mais tempo. Os cristãos não pretendiam que este poderoso inimigo ficasse na posse de uma cidade a apenas dois dias de marcha de Trípoli, e por isso acorreram.
Zengui assinou então um tratado com Homs e pôs cerco à fortaleza cruzada de Baarin, obtendo uma vitória decisiva. Cercado na cidadela, o rei Fulque de Jerusalém negociou a sua rendição: recebeu permissão para sair da região com os sobreviventes do seu exército em troca de um resgate de 50 000 dinares. Pouco depois de abandonarem a cidade encontrariam um grande contingente de reforços e arrepender-se-iam de não ter resistido um pouco mais. Mas entretanto, percebendo que era muito provável que esta expedição resultasse em fracasso, Zengui acordou uma paz com Damasco.

Mapa político do Próximo Oriente em 1135 com os estados cruzados

De facto, pouco depois foi confrontado em Alepo por um exército do imperador bizantino João II Comneno, que tinha passado a controlar o Principado de Antioquia, um dos estados cruzados, e obtido a aliança de Joscelino II de Edessa e Raimundo de Antioquia. Enfrentando agora a ameaça combinada de bizantinos e cruzados, Zengui mobilizou as suas forças e recrutou a ajuda de outros líderes muçulmanos. Em Abril de 1138 os cristãos cercaram Xaizar, mas foram forçados a retirar no mês seguinte.
Depois desse triunfo, Zengui chegou a um acordo com Damasco. Casou-se com Zumurrud, a mãe que assassinara o seu filho Ismail, e recebeu Homs, cidade em que celebrou a cerimónia, como dote. Significativamente, o seu casamento contou com a presença de representantes do sultão, do califa de Baguedade, do califado do Cairo e de embaixadores do Império Bizantino. Entretanto, o ex-governador de Homs enviou um homem da sua confiança a Jerusalém para sondar a possibilidade de uma aliança contra Zengui. O seu enviado obteve um acordo de princípio. 
Em Julho de 1139, o outro filho de Zumurrud, sucessor do irmão em Damasco, foi também assassinado. De Harã, Zengui marchou sobre a região para assumir o seu governo. Em Agosto cercou Baalbek, em posse dos damascenos, onde ocorreria um dos episódios mais sangrentos da sua carreira. Conquistou esta cidade sem dificuldades, mas a sua cidadela resistiu até ao final de Outubro. Irado, o atabegue ordenou a crucificação ou o enforcamento de 37 dos defensores e também que o comandante da praça fosse esfolado vivo.
O embaixador damasceno junto aos francos voltou a Jerusalém no início de 1140, desta vez com propostas precisas: as forças cristãs forçariam Zengui a afastar-se de Damasco; os dois estados aliar-se-iam em caso de novas ameaças; os muçulmanos forneceriam 20 000 dinares para financiar as operações; seria organizada uma expedição conjunta para ocupar a fortaleza de Banias (junto a uma nascente do rio Jordão no sopé do monte Hermon), entretanto tomada por um vassalo de Zengui, para a devolverem ao domínio do rei de Jerusalém. Para provar boa fé, ofereceram reféns a Fulque.

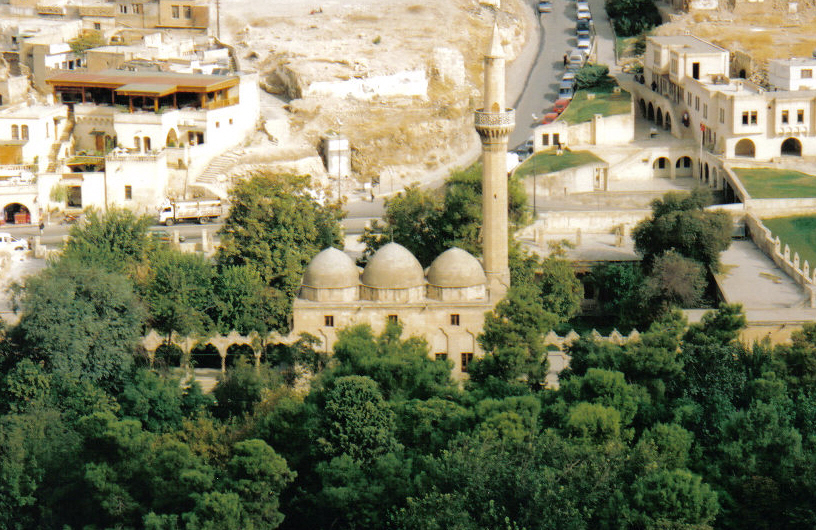
Edessa, actual Şanlıurfa (ou Urfa), na província homónima da Turquia - Mesquita construída onde, segundo a tradição muçulmana, nasceu o profeta Abraão.

Em Abril Zengui preparou-se para o ataque, mas o acordo entre cristãos e muçulmanos foi cumprido e o senhor de Moçul e Alepo teve de retirar-se para norte, onde se dedicou à luta contra os ortóquidas e os curdos. Durante os próximos anos realizou campanhas de conquista de fortalezas aos  arménios.
Em 1144 voltou para cercar o Condado de Edessa, o estado cruzado mais fraco, menos latinizado e mais a oriente. Desta vez a conquista foi bem sucedida, a 24 de Dezembro. 6 000 habitantes da capital foram massacrados, os francos que não sofreram execução foram enviados em cativeiro para Alepo. Mas ao contrário de Saladino algumas décadas mais tarde, Zengui não unificou os muçulmanos e manteve-se na posição de um poderoso príncipe local, mais preocupado com os problemas do oeste da Alta Mesopotâmia.
Instalado em Balbeque, preparou uma ofensiva de grande envergadura contra as principais cidades na posse dos francos. Os damascenos também temiam um ataque. Em Janeiro de 1146 foi obrigado a partir para o norte. Os seus espiões tinham-no informado de uma conspiração urdida por Joscelino II, com alguns apoiantes arménios ainda em Edessa, para massacrar a guarnição turca da cidade.
Avisado, Zengui executou os partidários do conde cristão e instalou trezentas famílias de judeus seus apoiantes em Edessa. Em Junho cercou Jaabar, uma fortaleza junto ao rio Eufrates ocupada por um emir árabe que se recusava a reconhecer a sua autoridade e ameaçava as comunicações entre Alepo e Moçul. O cerco duraria três meses.

## Morte
Zengui continuou sempre a tentar conquistar a actual capital síria, mas na noite de sábado, 14 de Setembro de 1146 foi assassinado por um escravo eunuco de origem franca chamado Iarancaxe. Este apunhalou-o várias vezes, depois fugiu para a fortaleza de Dauçar, e de lá para Damasco, «na crença confiante que estaria seguro lá, falando abertamente da sua acção como um acto de valor e imaginando que seria bem-vindo» . Mas o governador prendeu-o e enviou-o para o filho de Zengui, Noradine, em Alepo. Noradine enviou-o ao seu irmão Ceifadim Gazi I em Moçul, que o executou.
O cronista cristão Guilherme de Tiro escreveu que Zengui fora morto por alguns dos seus acompanhantes quando adormecera embriagado na sua cama. E que as notícias da sua morte foram recebidas com os comentários «Que feliz coincidência! Um assassino culpado, cujo nome sangrento, Sanguinus, se tornou ensanguentado com o seu próprio sangue».
A morte inesperada de Zengui deixou os seus seguidores em pânico. O seu exército desintegrou-se, o tesouro foi saqueado e os príncipes cruzados, encorajados com a morte deste líder, planearam atacar Alepo e Edessa. E Damasco retomou rapidamente Baalbek, Homs, e outros territórios perdidos para Zengui ao longo dos anos.

## Avaliação, lenda e legado
Zengui foi o fundador da epónima dinastia dos Zênguidas. Em Moçul foi sucedido pelo seu filho primogénito Ceifadim Gazi I, e em Alepo pelo segundo filho, Noradine. A sua conquista do Condado de Edessa a 24 de Dezembro de 1144 acabou por despoletar a Segunda Cruzada e, segundo cronistas muçulmanos posteriores, o início da jiade contra os estados cruzados.
Segundo uma lenda cruzada, a sua mãe era Ida de Formbach-Ratelnberga, mãe do marquês Leopoldo III da Áustria que, ao participar da chamada Cruzada de 1101, teria sido capturada e colocada num harém. Uma vez que esta nobre europeia tinha 46 anos de idade em 1101, Zengui nasceu ca. 1085 e o seu pai morreu em 1094, isto não é possível.
Era um líder corajoso, forte e um guerreiro muito hábil, segundo os cronistas islâmicos seus contemporâneos, contando-se a conquista de Edessa como o seu maior feito. No entanto, esses mesmos cronistas descrevem-no como um homem muito violento, cruel e brutal. Muçulmanos, bizantinos e francos, todos sofreram nas suas mãos.
Ao contrário de Saladino em Jerusalém em 1187, Zengui não manteve a sua palavra de proteger os seus prisioneiros em Balbeque, em 1139. Segundo ibne Aladim, «Ele prometera às pessoas da cidadela, com fortes juramentos, sobre o Corão e sob pena de divórcio [das suas próprias esposas]. Quando eles saíram da cidadela ele traiu-os, esfolou o seu governador e enforcou os restantes.» e «O atabegue era violento, poderoso, impressionante e passível de atacar subitamente... Quando cavalgava, as tropas costumavam andar atrás dele como se estivessem entre dois fios, com medo de pisar em campos cultivados e, temendo, ninguém se atrevia a pôr os pés em um simples caule nem conduzir o seu cavalo nos campos... Se alguém transgredisse, era crucificado. Ele costumava dizer: "Não acontece haver mais de um tirano [referindo-se a si próprio] por vez."»
Segundo Imade Adim de Ispaã: «Ele era tirânico e punia com irreflectida indiscriminação. Era como um leopardo em carácter, como um leão em fúria, não renunciando a qualquer severidade, não conhecendo qualquer gentileza... Era temido pelos seus ataques súbitos; evitado pela sua rudeza; agressivo, insolente, morte dos inimigos e cidadãos.»
E por Imade Adim de Ispaã: «Quando ele ficava insatisfeito com um emir, matava-o ou bania-o e deixava os filhos desse homem vivos, mas castrava-os. Quando um dos seus pajens o agradava pela sua beleza, tratava-o da mesma forma, para que as características da juventude durassem mais tempo»

## Notas

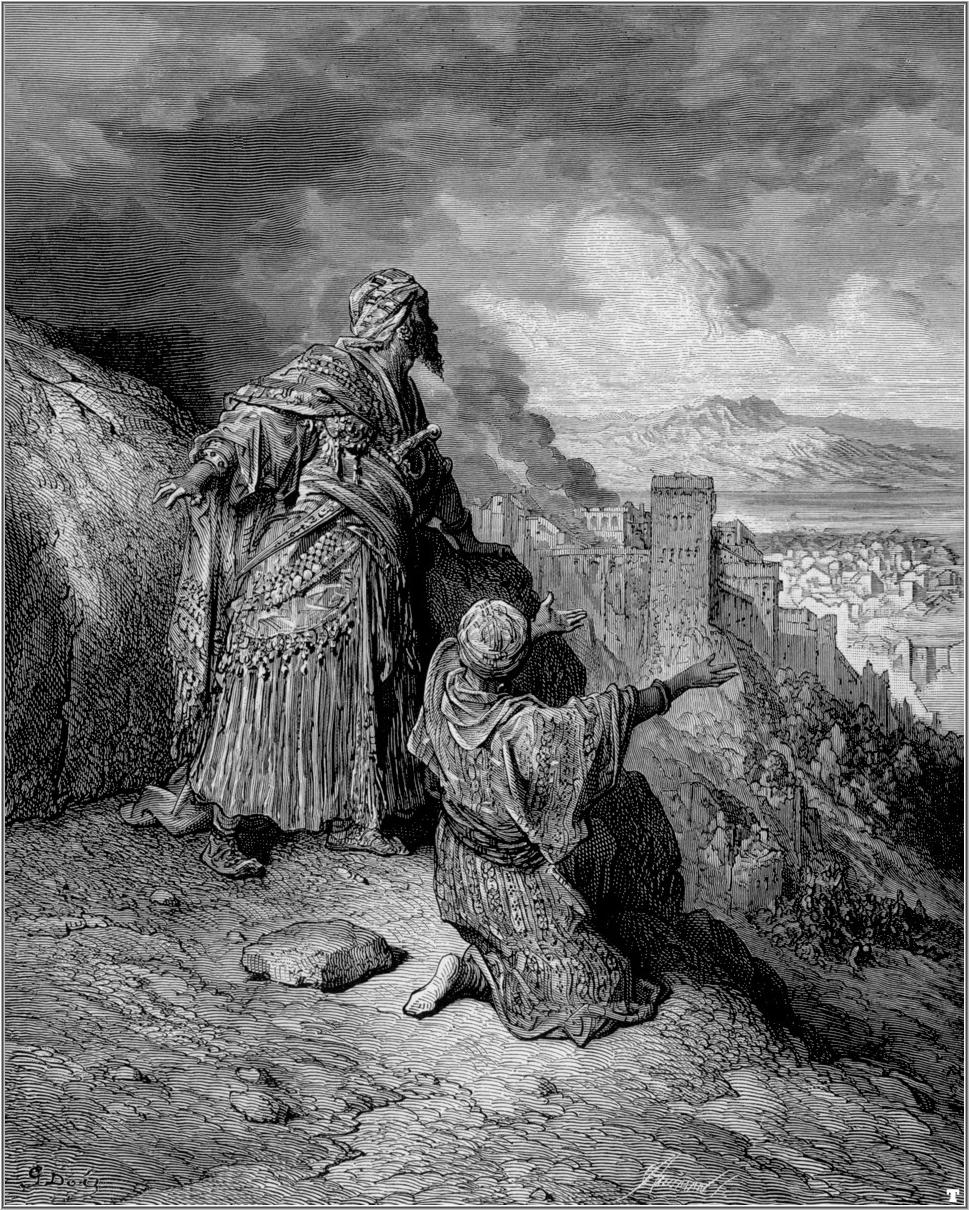
Um inimigo dos cruzados, ilustração de Gustave Doré